# Papilio xuthus
Papilio xuthus is een vlinder uit de familie van de pages (Papilionidae). 

## Kenmerken
De spanwijdte bedraagt tussen de 58 en 115 millimeter.

## Verspreiding en leefgebied
Het verspreidingsgebied beslaat een groot deel van het Indomaleisisch gebied en loopt via Oost-China, Taiwan, Korea tot Japan. Daarnaast komt de vlinder ook voor op Hawaï.
De vlinder komt voornamelijk voor in de valleien en bij grotere beken en rivieren, in gemengde bossen. Papilio xuthus vliegt in twee generaties, de eerste van april tot en met juni en de tweede in juli en augustus.
Er is sprake van een seizoensdimorfie, de voorjaarsvariant is een stuk kleiner dan de zomergeneratie.

## Waardplanten
De waardplanten zijn van de geslachten Dictamnus, Evodia en Zanthoxylum.